# Eschatologische Rede Jesu
Die eschatologische Rede Jesu, Endzeitrede Jesu oder Rede über die Endzeit ist eine längere, zusammenhängende Predigt, die Jesus von Nazaret auf dem Ölberg in Jerusalem an seine Jünger gerichtet haben soll. Die Rede wird in Matthäus 24–25, Markus 13 und Lukas 21,5–36 überliefert. Sie dreht sich um die Zukunft der Welt, die Große Trübsal, „die äußersten/letzten Dinge“ und das Weltgericht (daher auch eschatologische Rede genannt, also Rede von den letzten Dingen). Die Rede enthält mehrere Gleichnisse, mit denen Jesus auf seinen bevorstehenden Tod und sein Wiederkommen hinweist; siehe auch die Liste der Gleichnisse Jesu. Sie ist als seine letzte Rede und die letzte Unterweisung seiner Jünger vor seinem Tod überliefert; im Matthäusevangelium schließt sich unmittelbar daran die Passionsgeschichte an.

## Gliederung
Die Rede kann nach der Frage der Jünger in Mt 24,3 , Mk 13,4  und Lk 21,7  in zwei Teile unterteilt werden (hier nach Matthäus):
1. Angaben zum Zeitpunkt der Zerstörung des Tempels; vgl. Mt 24,1–2 EU
2. Zeichen der Wiederkunft Christi und des Endes der Weltzeit

### Gliederung nach der Einheitsübersetzung
Die Einheitsübersetzung (2016) gliedert die Rede über die Endzeit im Matthäus-Evangelium in die folgenden Abschnitte:
- Die Ankündigung der Zerstörung des Tempels: Mt 24,1–2 EU
- Der Anfang der endzeitlichen Not: Mt 24,3–14 EU
- Vom Höhepunkt der Not: Mt 24,15–28 EU
- Das Kommen des Menschensohnes: Mt 24,29–31 EU
- Der nahe, aber unbekannte Zeitpunkt: Mt 24,32–36 EU
- Die Vollendung als Moment der Entscheidung: Mt 24,37–42 EU
- Das Gleichnis vom Hausherrn als Mahnung zur Wachsamkeit: Mt 24,43–44 EU
- Das Gleichnis vom klugen und vom bösen Knecht: Mt 24,45–51 EU
- Das Gleichnis von den klugen und den törichten Jungfrauen: Mt 25,1–13 EU
- Das Gleichnis von den anvertrauten Talenten Silbergeld: Mt 25,14–30 EU
- Das Gleichnis vom Gericht des Menschensohnes über die Völker: Mt 25,31–46 EU